# تخم چشم (فیلم)
تخم چشم (ایتالیایی: Gatti rossi in un labirinto di vetro) فیلمی به کارگردانی اومبرتو لنسی است که در سال ۱۹۷۵ منتشر شد. از بازیگران آن می‌توان به مرتین بروشار، جان ریچاردسن، اینس پلگرینی، فولویو مینگوتسی، سیلویا سولار و میرتا میلر اشاره کرد.